# Magnus Hedman
Magnus Carl Hedman (Huddinge, 19 de março de 1973) é um ex-futebolista sueco que jogava como goleiro.

## Carreira por clubes
Tendo passado pelas categorias de base de IFK Estocolmo e AIK, Hedman iniciou sua carreira em 1990, com apenas 17 anos. Em sua primeira passagem pelos Gnaget, o goleiro venceu o Campeonato Sueco em 1992 e 2 edições da Copa da Suécia. As atuações pelo AIK renderam uma transferência para o Coventry City, que até então jogava na Premier League inglesa.
Inicialmente contratado como reserva do veterano Steve Ogrizovic, que já estava na parte final da carreira, assumiu a titularidade a partir de 1998, mantendo-se com este status até 2002, quando assinou com o Celtic. Em 3 temporadas pelos Bhoys, foi campeão escocês em 2003–04 e bicampeão da Copa da Escócia, em revezamento com Rab Douglas.
Ainda teve uma frustrada passagem por empréstimo no Ancona, jogando apenas 3 partidas antes de regressar ao Celtic e chegou a anunciar sua aposentadoria, mas regressou ao AIK em 2006 para compor elenco, não disputou nenhum jogo e se aposentaria pouco depois.
Em novembro de 2006, Hedman recebeu uma proposta do Newcastle United para voltar a jogar, mas o goleiro recusou, alegando que a proposta não era boa. O Newcastle ainda negou o interesse para tirar o sueco da aposentadoria. No mesmo mês, o Chelsea abordou Hedman para ser o quarto goleiro, já que dois dos quatro jogadores da posição estavam fora de combate (Henrique Hilário estava machucado e Yves Makabu-Makalambay ainda era considerado jovem demais para atuar), e o sueco recebeu a camisa 22, usada por Eidur Gudjohnsen antes do islandês assinar com o Barcelona.
Depois de deixar o Chelsea, Hedman ficou o resto do ano de 2007 sem atuar. No ano seguinte, recebeu sondagem do Manchester City para suprir a ausência de Joe Hart, que estava machucado; em janeiro de 2009, ainda com planos de voltar a jogar em alto nível, treinou no Tottenham para atuar no final da temporada, mas as negociações não lograram sucesso, e Hedman resolveu encerrar novamente sua carreira, aos 36 anos de idade. Posteriormente, viria a trabalhar na comissão técnica do Weymouth para treinar os goleiros da agremiação.
Desde 2013, Hedman é treinador de goleiros do Frej, clube da terceira divisão sueca. Em junho do mesmo ano, voltou a disputar uma partida oficial, contra o Selånger. O jogo terminou com vitória do Frej por 3 a 1.

## Seleção Sueca
Apesar de ter feito sua estreia oficial pela Suécia em 1997, contra a Romênia, Hedman, que ainda representava a equipe sub-21 desde 1992, foi convocado para a Copa de 1994, para ser terceiro goleiro da equipe. Não jogou nenhuma partida na Copa, mas ganhou experiência no torneio, sendo considerado o sucessor de Thomas Ravelli no gol sueco.
A Suécia acabou não obtendo a vaga para a Eurocopa de 1996 e a Copa de 1998, e Hedman teve sua primeira chance como titular em um torneio oficial na Eurocopa de 2000, mas a equipe foi eliminada ainda na primeira fase. Na Copa de 2002, Hedman foi novamente o titular, mas a Suécia parou nas oitavas-de-final, após derrota para o Senegal na prorrogação.
Depois da participação sueca na competição, Hedman, que foi reserva de Andreas Isaksson, anunciou sua despedida da equipe. Foram 58 partidas pela seleção principal, além de 28 jogos na categoria sub-21.